# Зерцало богословії
«Зерцало Богословії» — перша та єдина книга, видана в Почаєві до першої чверті XVIII ст., за авторством Кирило Транквіліон-Ставровецький 12 березня 1618 році.
Окремі частини накладу присвячені Іоаннові Ярмолинському, Олександрові Пузині й Лаврентієві Древинському. На початку книги вмішуються герби адресатів посвят, епіграми на герби, прозові посвяти. 
Друк титулу у дві фарби, сторінки в лінійних рамках та налічують 228 сторінок тексту. Оформлена гравюрами: форта, герби знатних шляхтичів, заставки, кінцівки, ініціали. Далі вміщена «Передмова до чителника».
В передмові до книжки між іншим Транквіліон-Ставровецький виправдується перед читачем з того, що вжив у книжці подвійної мови: 
 „Відай і то, ласкавий чителнику, для чого покладалося в тій книзі простий язик і словенський, а не все попросту. Та причина єсть: по словенський ся клали слова богословців і доводи писма святого, а другоє, іж слова нікоториї словенського язику трудниї, на простий язик нелацно понятиї, яко то качество або якости попросту, і много такових найдується, леч простакови все криво, хотяй і най-простійше“.
Книга, покликана бути нарисом православного догматичного богослов’я, тяжіє до проповідницького стилю. Автор включає до тексту молитви за себе й за читачів, риторичні звернення до них, заклики до покаяння. Третя й четверта частина - це добірки проповідей, у яких тлумачаться різні місця Святого Письма, головним чином Одкровення Іоана Богослова (Апокаліпсиса). Заключний розділ (про блаженне життя майбутнього віку) був майже без змін включений до Євангеліє учительне Кирила Транквіліона-Ставровецького.
Твір написаний книжною українською мовою, містить цитати й богословські терміни церковнослов’янською мовою, часом використовуються грецькі та латинські слова. 
Примірники зберігаються у бібліотеках України, Польщі та Росії.